# Orthetrum albistylum
Orthetrum albistylum är en trollsländeart. Orthetrum albistylum ingår i släktet Orthetrum och familjen segeltrollsländor. IUCN kategoriserar arten globalt som livskraftig.

## Underarter
Arten delas in i följande underarter:
- O. a. albistylum
- O. a. speciosum

## Bildgalleri

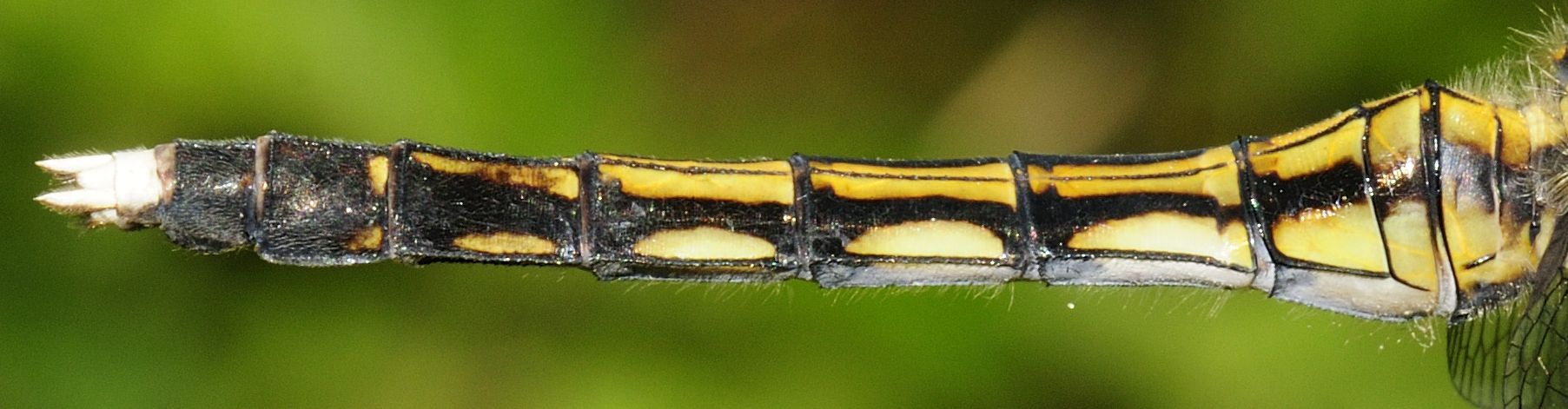
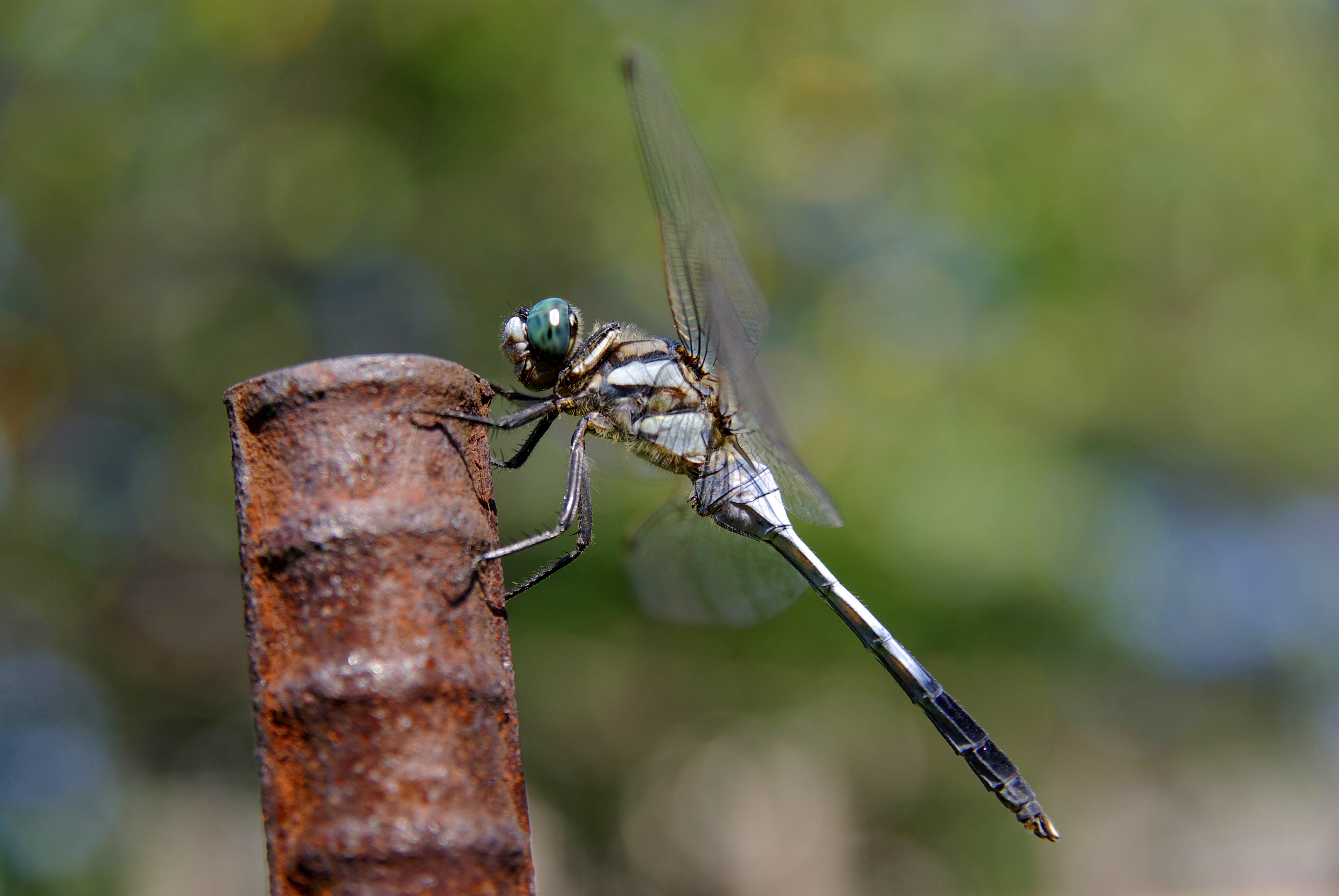
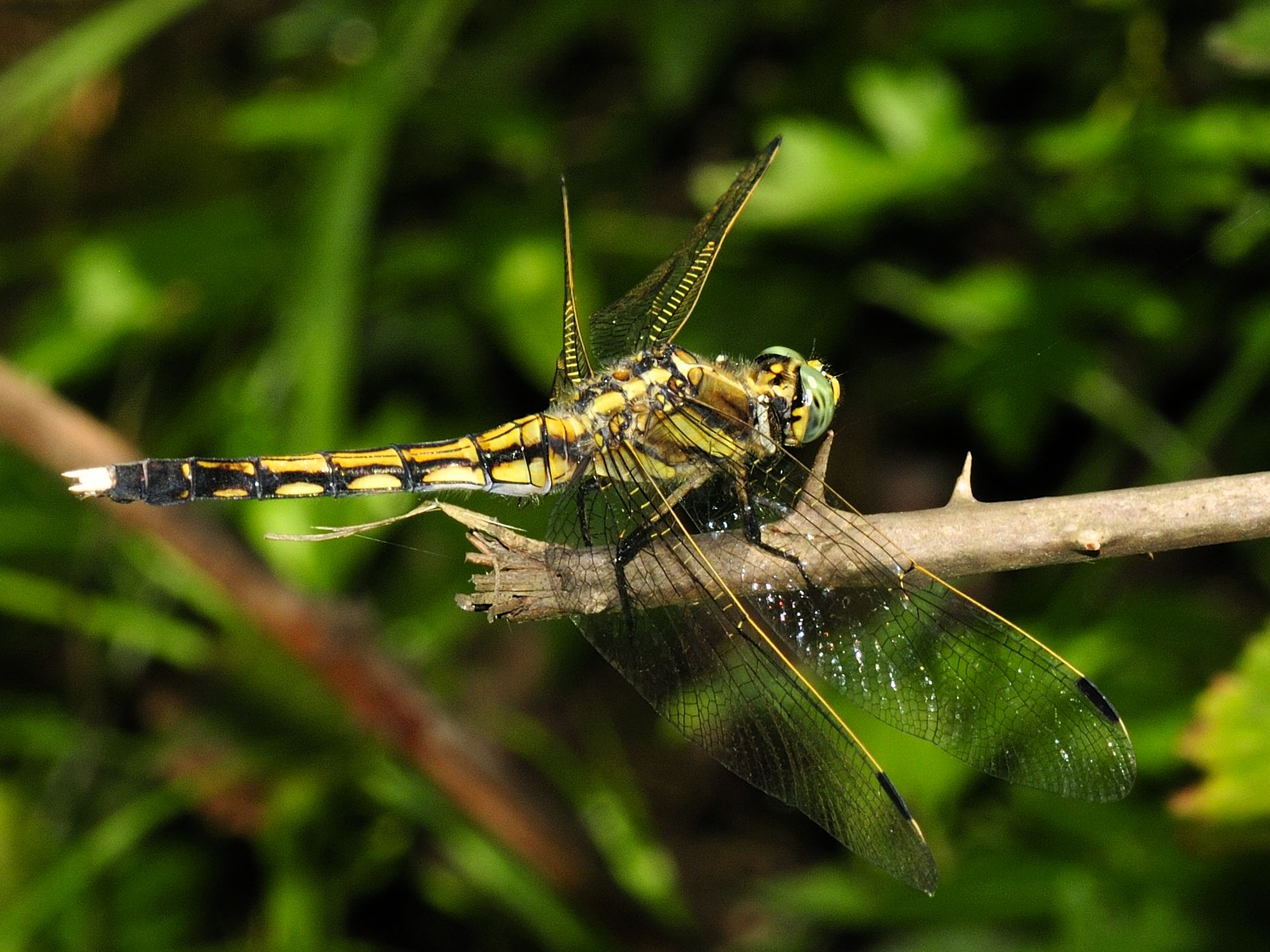
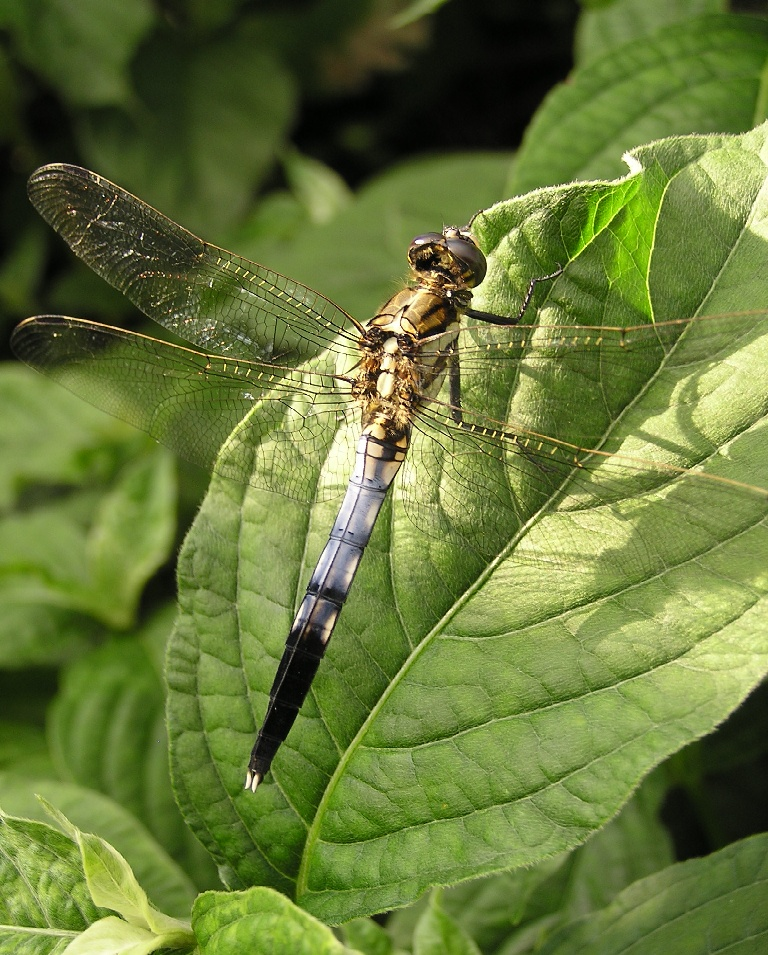
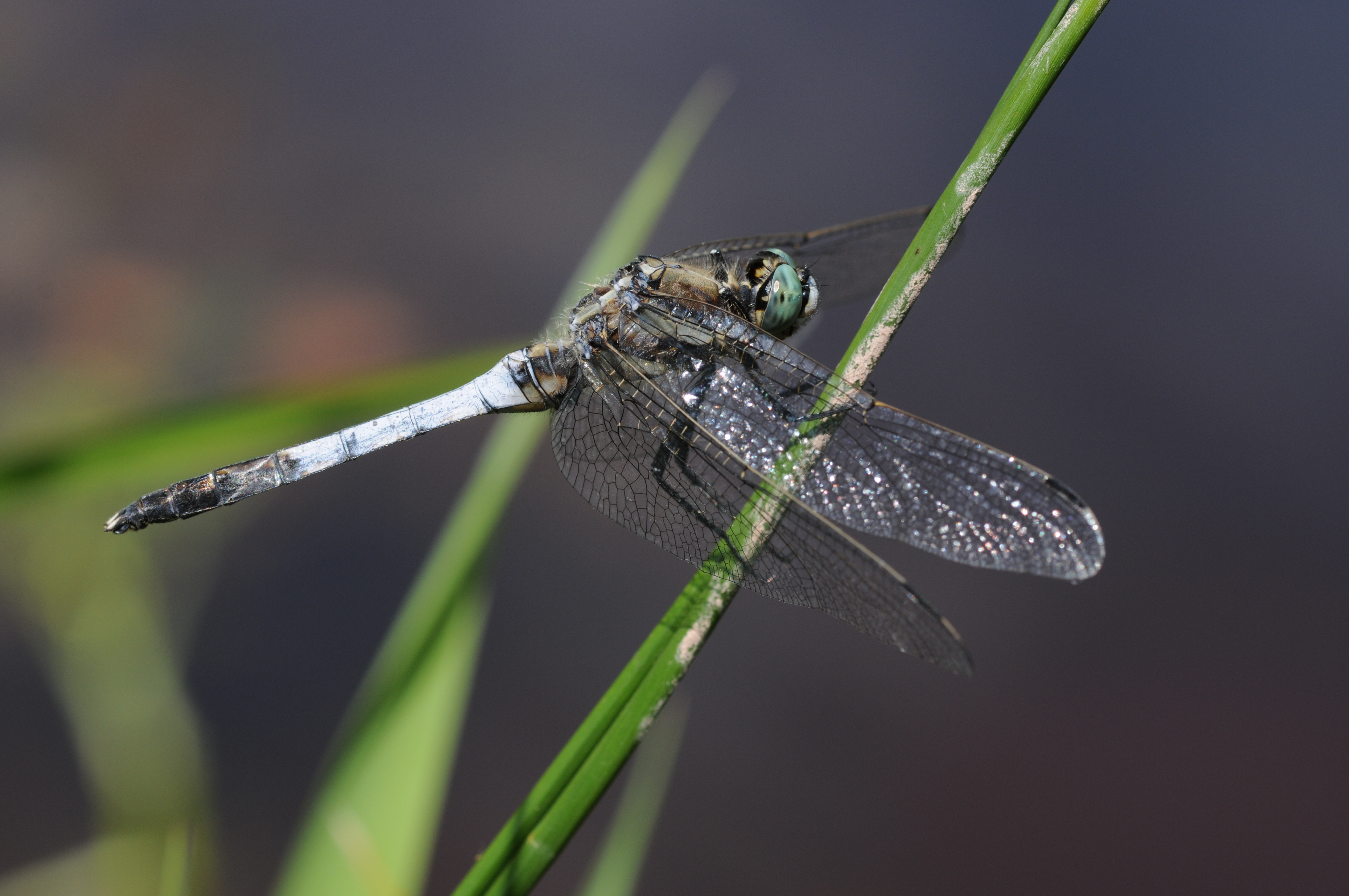
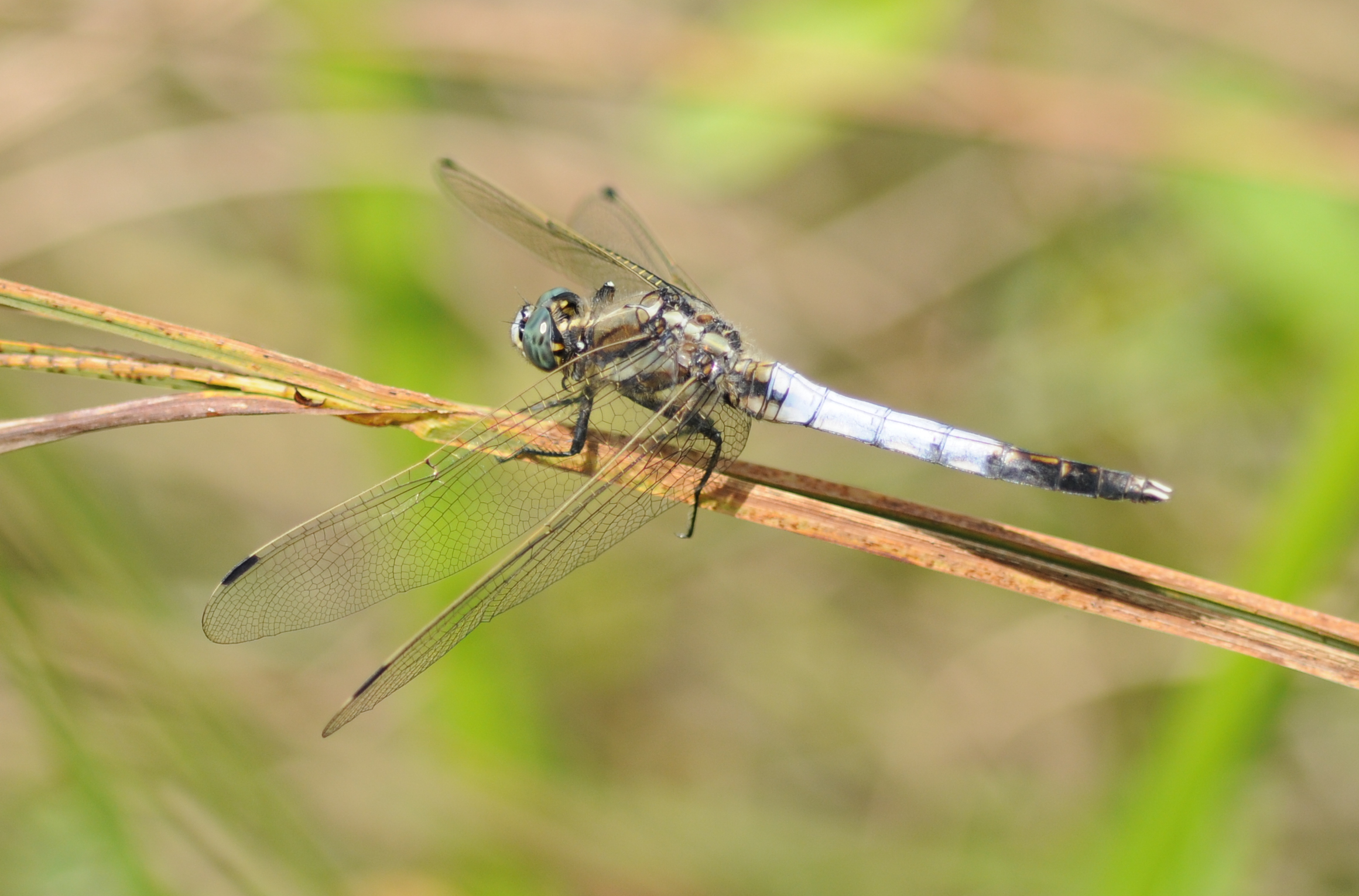